# 돈 숄랜더
도널드 아서 숄랜더(영어: Donald Arthur Schollander, 1946년 4월 30일 ~ )는 전 미국의 수영 선수로 올림픽 5관왕이자 4개의 종목들에서 전 세계 기록 보유자이다. 그는 1964년과 1968년 하계 올림픽에서 5개의 금메달과 1개의 은메달을 획득하였다. 4개의 금메달과 함께 그는 1964년 올림픽에서 가장 성공적인 선수였다.

## 초기 경력
노스캐롤라이나주 샬럿에서 태어난 숄랜더는 플로리다주에서 수영 학교를 경연한 자신의 삼촌 뉴트 페리로부터 경쟁적 수영을 배웠다. 소년으로서 그는 가족과 함께 오리건주 레이크오스웨고로 이주하였다. 자신의 첫 스포츠 열정이 미식축구였어도 그는 고등학교 미식축구에 나가는 데 너무 키가 작았다. 대신 그는 고등학교의 수영 팀에 가입하고, 1960년 신입생으로서 팀을 오리건 주립 수영 선수권으로 지도하는 도움을 주었다.

## 1964년 올림픽
1962년 10대로서 숄랜더는 샌타바버라 수영 클럽의 조지 헤인스 코치 아래 훈련을 받으러 캘리포니아주 샌타바버라로 이주하였다. 2년 후, 18세의 나이로 그는 AAU 국내 선수권에서 3개의 자유형 종목들을 우승하였다. 그는 2개의 개인 종목과 2개의 릴레이에서 미국 올림픽 팀으로 이루었다. 1달 후, 1964년 도쿄 올림픽에서 4개의 금메달을 획득하고 3개의 세계 기록들을 세웠으며, 당시 1936년 제시 오언스 이래 미국 선수에 의하여 획득된 가장 많은 메달들이었다. 그의 성공은 미국에서 최고 아마추어 선수와 넓은 차이로 조니 유니타스를 꺾고 올해의 AP 선수로서 그에게 제임스 E. 설리번 상을 수상하는 도움을 주었다. 그는 또한 ABC의 올해의 와이드 월드 오브 스포츠 선수로 임명되기도 하였다.

## 대학 수영
숄랜더는 예일 칼리지에서 수학하면서 해골단과 훗날의 대통령 조지 W. 부시가 속하던 델타 캐파 엡실론 친목회의 일원이다. 그는 예일 수영 팀의 주장이었으며, 3개의 개인적 NCAA 선수권을 우승하였다. 1968년 멕시코시티 올림픽에서 숄랜더는 800m 자유형 계주 2연승을 하였으나 자신의 최고로 숙고했던 200m 자유형 종목에서 2위를 하였다. 이 일은 200m 자유형 수영 종목이 경쟁의 일부였던 첫 올림픽 경기였다.
1968년 올림픽에 이어 숄랜더는 수영으로부터 은퇴하였다.

## 이후의 세월
19세의 나이로 숄랜더는 1965년 국제 수영 명예의 전당에 헌액되었다. 1983년 그는 미국 올림픽 명예의 전당에 헌액된 첫 단체 중의 하나였다. 그는 또한 오리건주 스포츠 명예의 전당의 일원이기도 하다. 1971년 듀크 새비지와 함께 자신의 수영, 동료 선수들과 코치들, 그리고 국제 수영 특히 올림픽의 비밀 정치들을 기록에 올린 첫 저서 〈Deep Water〉를 발간하였다. 그는 1974년 이 책을 〈Inside Swimming〉(조얼 H. 코헌과 함께)과 따라갔다.
숄랜더는 오리건주 레이크오스웨고에 살면서 부동산 개발 회사 숄랜더 주택군을 운영하고 있다. 그의 금메달들은 뱅크 오브 아메리카의 다운타운 레이크오스웨고 지점에 공동으로 전시되어 있다.

## 같이 보기
- 올림픽 다관왕 목록
- 올림픽 수영 남자 메달리스트 목록
- 수영 자유형 200m 세계 기록 추이
- 수영 자유형 400m 세계 기록 추이
- 수영 계영 400m 세계 기록 추이
- 수영 계영 800m 세계 기록 추이